# 1984 オリジナル・サウンドトラック
『1984 オリジナル・サウンドトラック』（1984 (For the Love of Big Brother)）は、1984年にリリースされたユーリズミックスによる同年の映画『1984』のサウンドトラックである。

## 概要
ユーリズミックスは当時RCAレコードに属していたが、このサウンドトラックのみヴァージン・レコードからの発売となっている。

## 収録曲
- 全作詞・作曲：デイヴ・スチュワート、アニー・レノックス

1. ジャスト・ザ・セイム - I Did It Just the Same
2. 1984のテーマ (セックスクライム) - Sexcrime (Nineteen Eighty-Four)
3. ラブ・オブ・ビッグ・ブラザー - For the Love of Big Brother
4. ウィンストンの日記 - Winston's Diary
5. 死者からのメッセージ - Greetings from a Dead Man
6. ジュリア - Julia
7. ダブルプラスグッド - Doubleplusgood
8. ミニストリー・オブ・ラブ - Ministry of Love
9. ルーム101 - Room 101